# Най-добрата отбрана
„Най-добрата отбрана“ (на английски: Best Defense) е американска комедия от 1984 г. с участието на Дъдли Мур и Еди Мърфи. Музиката във филма е композирана от Патрик Уилямс. Издаден е от Paramount Pictures.

## Сюжет
Филмът е с два паралелни сюжета, разделени от няколко години: През 1982 г. Уайли Купър (Мур) е инженер, който разработва система за насочване на танк за армията на САЩ. През 1984 г. Мърфи е лейтенант в армията на T.M. Ландри, американски командир на танкове, изпратил до Кувейт за демонстрация най-новият основен боен танк на Америка – „XM-10 Annihilator“, оборудван със системата на Купър. Заради лошия дизайн на танка и нискокачествено строителство, Ландри и неговият екипаж едва успяват да контролират или управляват XM-10, преди да бъде пуснат в бой, по време на нахлуването на Ирак в Кувейт (непреднамерено предвестник на войната в Залива, което се случва шест години след пускането на филма).
Купър и Ландри никога не си взаимодействат пряко по време на филма, но сюжетът показва как решенията, взети от Купър, влияят върху танка на Ландри. (В изрязана сцена са показани и Дъдли Мур, и Еди Мърфи заедно. Впоследствие сцената бива отстранена преди финализацията на филма.)
Купър, инженер за проблемния изпълнител на отбраната, отговаря за проектирането на „DYP-жиро“, жироскоп за новия резервоар на армията. Бъдещето на компанията зависи от успеха на проекта. Жироскопът на Купър се проваля на критичен тест, обричайки компанията. Потиснат, Купър по-късно пресича пътища с друг инженер, на име Франк Холцман (Нунън), който също е проектирал DYP-гироскоп. Холцман, уплашен от това, което ще се случи на срещата му с Джеф, тайно крие плановете в куфарчето на Купър. След като Холцман е убит, Купър открива плановете. Сътрудникът на Купър и най-добрият приятел Стив Лопарино (Джундза) по-късно вписва името на Купър в плановете и когато „новите“ жироскопи работят, Купър е приветстван за спасяването на компанията.
През 1984 г. резервоарът на Ландри е подпален от иракски джетове, което кара Ландри да заяви, че мястото му не е в тази война, извиквайки: „Аз съм от Кливланд!“ в атакуващите самолети.
Още през 1982 г. Купър се свързва с Джеф (Rasche), агент на КГБ, който се опитва да получи плановете на DYP. ФБР, знаейки, че Купър е взел признание за чужда работа, го принуждава да действа като примамка за Джеф в операция по настройка. Подготовката почти се проваля – Джеф е убит по време на битка с пистолет, а Купър е прострелян. Осъзнавайки смъртността си, докато е поставен на линейка, Купър признава на Клеър (бръснач), атрактивен колега, че е откраднал DYP. Това предизвиква гневен отговор от Клеър и от съпругата му Лора (Капшоу), която, пристигайки на мястото, осъзнава, че Купър ѝ е изневерявал. След като оцелява, Купър получава още по-лоши новини от негов колега: DYP-жирото, за което той признава, че не е негова работа, ще прегрее в WAM, друг критичен компонент, което би отслабило контрола на огъня в бойна ситуация, обричайки танка на провал.
Филмът достига връхната си точка в последователност, преплитаща се през 1982 г., когато по-съвестният Купър се възстановява и се конфронтира с работодателите си за недостатъците в DYP. Както е предсказано, DYP се проваля в WAM, което предполага, че негодуванието на Уайли не е взето под внимание.
Вместо това камерата показва, че DYP е преработен според идеята, която Купър е направил през 1982 г., докато е поправял една от играчките на сина си. Преработката работи, позволявайки на ракетите на ПВО да бъдат изстреляни, унищожавайки иракския боен кораб. Филмът завършва с Купър и Ландри като герои в съответните им работни места.

## Актьорски състав
| Роля               | Изпълнител            |
| ------------------ | --------------------- |
| Дъдли Мур          | Уайли Купър           |
| Еди Мърфи          | Лейтенант Т.М. Ландри |
| Кейт Капшоу        | Лора Купър            |
| Джордж Дзундза     | Стив Лопарино         |
| Хелън Шавър        | Клеър Луис            |
| Марк Арнот         | Харви Бранк           |
| Питър Майкъл Гоетц | Франк Джойнер         |
| Тим Нунън          | Франк Холтцман        |
| Дейвид Раше        | Джеф                  |
| Пол Коми           | Агент                 |
| Джон Хостетър      | Куирк                 |

## Български дублаж
| Озвучаващи артисти  | Даниела Йорданова Ани Василева Силви Стоицов Васил Бинев Христо Узунов Здравко Методиев |
| Преводач            | Златина Тенева                                                                          |
| Тонрежисьор         | Димитър Кукушев                                                                         |
| Режисьор на дублажа | Димитър Кръстев                                                                         |